# 耶律婁国
耶律婁国（やりつ ろうこく、生年不詳 - 952年）は、遼（契丹）の皇族。字は勉辛。

## 経歴
耶律突欲の次男として生まれた。天禄5年（951年）、武定軍節度使に遥任された。耶律察割が世宗を殺害すると、寿安王耶律述律（穆宗）は林牙耶律敵猟の策を用いて耶律察割を誘い出し、婁国が手ずから耶律察割を斬った。婁国は南京留守に転じた。
応暦2年（952年）、穆宗は酒に溺れて、政治をかえりみなかったので、婁国にも反逆の心が芽生え、耶律敵猟らを誘って反乱を計画した。計画が発覚して取り調べを受けたが、認めようとしなかった。穆宗は「朕が寿安王だったとき、卿はたびたび反逆のことを説いたが、今日あれは嘘だったというのか」と訊ねた。婁国は答えることができなかった。婁国の一党がことごとく捕らえられると、可汗州の西の谷で縊り殺され、断崖絶後の地が選ばれて葬られた。

## 伝記資料
- 『遼史』巻112 列伝第42 逆臣上